# Samoranovo
Samoranovo (Bulgaars: Самораново) is een dorp in Bulgarije. Het dorp is gelegen in de gemeente Doepnitsa in de oblast Kjoestendil. De afstand tot Kjoestendil is hemelsbreed 39 km en de afstand tot Sofia is 49 km. 

## Bevolking
In tegenstelling tot de naburige dorpen in de regio groeide het inwonersaantal van Samoranovo van 1.257 personen in 1934 tot een maximum van 1.941 personen in 1985. Na de val van het communisme, en de daarmee samenhangende verslechterde economische situatie van de regio, kampt het dorp met een bevolkingsafname. Op 31 december 2019 woonden er 1.473 personen in het dorp.
|  |

Van de 1.752 inwoners reageerden er 1.667 op de optionele volkstelling van 2011. Van deze 1.667 respondenten identificeerden 1.655 personen zichzelf als etnische Bulgaren (99,3%), gevolgd door 9 Roma (0,5%). 3 respondenten gaven geen (definieerbare) etniciteit op (0,2%).
| Etniciteit   | Aantal | %     |
| ------------ | ------ | ----- |
| Bulgaren     | 1655   | 99,3% |
| Turken       | ...    | ...   |
| Roma         | 9      | 0,5%  |
| Overig       | 3      | 0,2%  |
| Respondenten | 1667   |       |

Balanovo - Bistritsa - Blatino - Deljan - Djakovo - Doepnitsa - Dzjerman - Gramade - Jachinovo - Krajni Dol - Krajnitsi - Kremenik - Palatovo - Piperevo - Samoranovo - Topolnitsa - Tsjerven Breg